# خوان كارلوس إسبينوزا ميركادو
خوان كارلوس إسبينوزا ميركادو (بالإسبانية: Juan Carlos Espinoza Mercado)‏ هو لاعب كرة قدم إكوادوري وكولومبي في مركز الدفاع، ولد في 23 يوليو 1987 في ماتشالا في الإكوادور. شارك مع منتخب البيرو تحت 20 سنة لكرة القدم. أما مع النوادي، فقد لعب مع خوان أوريتش.

## وصلات خارجية
- خوان كارلوس إسبينوزا ميركادو على موقع Soccerway.com (الإنجليزية)